# Subjectivisme moral
Le subjectivisme moral est une position méta-éthique qui énonce que :
1. Les jugements éthiques expriment des propositions morales.
2. Quelques-unes de ces propositions sont vraies.
3. Ces propositions portent sur les opinions ou sentiments moraux des individus[1].

Le subjectivisme moral est en ce sens une forme de cognitivisme moral. Il s'oppose au réalisme moral, qui prétend que les propositions morales se réfèrent à des faits objectifs, indépendants de l'opinion humaine, ainsi qu'à la théorie de l'erreur, qui nie que toutes les propositions morales soient vraies dans tous les sens.
Les formes les plus courantes du subjectivisme moral sont aussi des formes de relativisme moral, avec des normes morales jugées par rapport à chaque culture ou société (c.f. relativisme culturel), ou même à chaque individu. Ce dernier point de vue, tel que proposé par Protagoras, tient qu'il existe autant d'échelles distinctes du bien et du mal qu'il existe de sujets dans le monde. Cependant, il existe également des formes universelles de subjectivisme telle que la théorie de l'observateur idéal (qui prétend que les propositions morales sont relatives aux attitudes que tiendrait un observateur idéal hypothétique) et la théorie du commandement divin (qui prétend que les propositions morales sont celles que Dieu affirme).
Le subjectivisme moral est compatible avec l'absolutisme moral en ce que les propositions morales qui se réfèrent aux attitudes d'un individu ou d'une société peuvent contenir un principe moral à appliquer indépendamment des circonstances. Le subjectivisme moral est également compatible avec le relativisme moral lorsque les préceptes moraux sont ajustés cette fois aux circonstances, comme dans le cas du conséquentialisme.

## Source de la traduction
- (en) Cet article est partiellement ou en totalité issu de l’article de Wikipédia en anglais intitulé « Ethical subjectivism » (voir la liste des auteurs).